# Erik Lundqvist
Erik Hjalmar Lundqvist (ur. 29 czerwca 1908 w Grängesberg, zm. 7 stycznia 1963 tamże) – szwedzki lekkoatleta specjalizujący się w rzucie oszczepem.
Mistrz olimpijski z Amsterdamu w 1928. Pierwszy człowiek  na świecie, który rzucił oszczepem ponad 70 metrów - 15 sierpnia 1928 w Sztokholmie uzyskał wynik 71,01. W tym samym roku zdobył swe jedyne mistrzostwo Szwecji.
Jego rekord życiowy z 1936 wynosił 71,16 m.